# Darian Stewart
Darian Stewart (nacido el 4 de agosto de 1988) es un exjugador profesional de fútbol americano estadounidense que jugó en la posición de safety en la National Football League (NFL).

## Biografía
Stewart asistió a Lee High School en Huntsville, Alabama, donde fue un prospecto de 3 estrellas por Rivals.com, siendo considerado el 35º safety en los Estados Unidos.

## Carrera

### St. Louis Rams
Stewart no fue elegido en el draft, pero firmó como agente libre con los St. Louis Rams.

### Baltimore Ravens
El 21 de marzo de 2014, Stewart firmó un año de contrato con los Baltimore Ravens. En su primera y única temporada, jugó los 16 partidos y acabó con 56 tackles, 1 intercepción, 6 pases desviados, 1 fumble forzado, y 1 fumble recuperado.

### Denver Broncos
El 13 de marzo de 2015, Stewart firmó dos años de contrato con los Denver Broncos. El 26 de noviembre de 2016, Stewart renovó cuatro años su contrato, a razón de $30 millones.
Con los Broncos, Stewart ha ganado un título de división, un campeonato de la AFC y ha ganado la Super Bowl 50 frente a los Carolina Panthers, por 24-10.

### Tampa Bay Buccaneers
El 13 de agosto de 2019, Stewart firmó con los Tampa Bay Buccaneers.
El 10 de diciembre de 2020, Stewart anunció su retiro de la NFL, citando el deseo de pasar más tiempo con la familia.

## Estadísticas generales
|  | Seleccionado al Pro Bowl |

| Año   | Equipo | Juegos | Juegos | Tacleadas | Tacleadas | Tacleadas | Tacleadas | Intercepciones | Intercepciones | Intercepciones | Intercepciones | Intercepciones | Intercepciones | Balones sueltos | Balones sueltos | Balones sueltos | Balones sueltos |
| Año   | Equipo | GP     | GS     | Comb      | Total     | Ast       | Sck       | PDef           | Int            | Yds            | Avg            | Lng            | TDs            | FF              | FR              | Yds             | TDs             |
| ----- | ------ | ------ | ------ | --------- | --------- | --------- | --------- | -------------- | -------------- | -------------- | -------------- | -------------- | -------------- | --------------- | --------------- | --------------- | --------------- |
| 2010  | STL    | 13     | 0      | 17        | 16        | 1         | 1.0       | 2              | --             | --             | --             | --             | --             | 0               | 1               | 0               | 0               |
| 2011  | STL    | 15     | 13     | 84        | 67        | 17        | 3.0       | 11             | 1              | 27             | 27.0           | 27             | 1              | 2               | 0               | --              | --              |
| 2012  | STL    | 12     | 0      | 10        | 10        | 0         | 0.0       | 0              | --             | --             | --             | --             | --             | 0               | 0               | --              | --              |
| 2013  | STL    | 13     | 6      | 36        | 30        | 6         | 0.0       | 5              | --             | --             | --             | --             | --             | 1               | 1               | 19              | 0               |
| 2014  | BAL    | 16     | 14     | 53        | 37        | 16        | 0.0       | 3              | 1              | 0              | 0.0            | 0              | 0              | 1               | 1               | 0               | 0               |
| 2015  | DEN    | 15     | 13     | 63        | 48        | 15        | 0.0       | 10             | 1              | 0              | 0.0            | 0              | 0              | 1               | 2               | 0               | 0               |
| 2016  | DEN    | 16     | 16     | 68        | 55        | 13        | 0.0       | 6              | 3              | 36             | 12.0           | 25             | 0              | 1               | 1               | 28              | 0               |
| 2017  | DEN    | 16     | 15     | 63        | 52        | 11        | 0.0       | 5              | 3              | 33             | 11.0           | 24             | 0              | 0               | 0               | --              | --              |
| 2018  | DEN    | 14     | 14     | 60        | 46        | 14        | 1.0       | 3              | 2              | 3              | 1.5            | 3              | 0              | 0               | 1               | 0               | 0               |
| 2019  | TB     | 13     | 1      | 9         | 6         | 3         | 0.0       | 1              | --             | --             | --             | --             | --             | 0               | 0               | --              | --              |
| Total | Total  | 143    | 92     | 463       | 367       | 96        | 5.0       | 46             | 11             | 99             | 9.0            | 27             | 1              | 6               | 7               | 47              | 0               |

Fuente: Pro-Football-Reference.com